# Regatul Ptolemeic
Regatul Ptolemeic a fost un stat amplasat în Egiptul de azi. A fost fondat în 305 i.e.n. de către Ptolemeu I Soter, un companion al regelui macedonean Alexandru cel Mare. 
În anul 332 i.e.n., Alexandru cel Mare a cucerit Egiptul controlat atunci de Imperiul Persan pe durata campaniilor din orient. Acesta a fondat și a construit un oraș numit în onoarea sa, Alexandria.  După moartea lui Alexandru din 323 i.en., imperiul sau a fost cuprins de haos și conflicte dintre succesorii săi, diadohi, cei mai apropiați prieteni și companioni.  Ptolemeu, un macedonian, unul dintre cei mai de încredere generali ai lui Alexandru, a dobândit controlul asupra Egiptului și s-a proclamat drept faraon. În timpul domniei sale, Alexandria a devenit capitală regatului și cel mai mare centru cultural și educațional. După războaiele siriene cu Imperiul Seleucid care controla Orientul Mijlociu și Apropiat, Regatul Ptolemeic și-a extins granițele până în estul Libiei, în Nubia și dincolo de peninsula Sinai.  
Pentru a-și legitima conducerea și a capătă recunoaștere de la egiptenii nativi, Ptolemeii au adoptat titlul de faraon și s-au portretizat pe ei înșiși pe monumente publice  în stilul și vestimentația egipteană. Regatul a avut un sistem birocrat de guvernământ complex pentru a exploata resursele vaste ale țării în beneficiul clasei macedonene conducătoare care domină afacerile politice, economice și militare.  
Nativii egipteni au avut putere și autoritate doar la nivel local și asupra instituțiilor religioase. Doar cei "elenizați" puteau  obține funcții înalte în sistemul birocrat.  
Începând de la Ptolemeu al II-lea Philadelphus, ptolemeii au început să adopte tradițiile și obiceiurile egiptene, căsătorindu-se cu surorile lor după mitul osirian și participând la viață religioasă egipteană.  Aceștia au construit noi temple după arhitectură egipteană, multe dintre cele vechi au fost restaurate și conservate, și au patronat asupra preoțimii. 
De la mijlocul secolului al III-lea î.en., Regatul Ptolemeic a fost cel mai bogat și cel mai puternic stat succesor al imperiului macedonean. De la mijlocul secolului al II-lea î.en., regatul a fost devastat de conflicte dinastice și războaie străine ce l-au slăbit, declanșându-se declinul. Regatul a început să depindă tot mai mult de banii Republicii Romane în schimbul grâului vândut.  
Regatul Ptolemeic a existat până la moartea reginei Cleopatra din anul 30 i.e.n. și anexarea să de către Imperiul Roman. Sub Cleopatra, care a căutat să restaureze puterea ptolemeilor, Egiptul a fost implicat în războaiele civile romane dintre generali ca Cezar și Pompei, sau Augustus și Antonius, ceea ce a dus la cucerirea romană a ultimului stat independent sub conducere macedoneană. Din secolul IV e.n., Egiptul era cea mai mare provincie creștină din imperiul roman și a rămas sub controlul bizantinilor până la cucerirea islamică din secolul VII e.n. Alexandria a rămas cel mai mare oraș din zona mediteranǎ pe durata evului mediu.    
Dinastia Ptolemeilor a condus acest regat vreme de trei secole, fiind cea mai îndelungată dinastie din istoria Egiptului antic, cu toate că a fost o dinastie străină, de sorginte macedoneană, ce a acaparat controlul asupra Egiptului.